# Etaxalus granulipennis
Etaxalus granulipennis är en skalbaggsart som beskrevs av Stefan von Breuning 1953. Etaxalus granulipennis ingår i släktet Etaxalus och familjen långhorningar. Inga underarter finns listade i Catalogue of Life.